# Tanytarsus cretensis
Tanytarsus cretensis är en tvåvingeart som beskrevs av Reiss 1987. Tanytarsus cretensis ingår i släktet Tanytarsus och familjen fjädermyggor. Inga underarter finns listade i Catalogue of Life.